# St. Marien (Haldensleben)

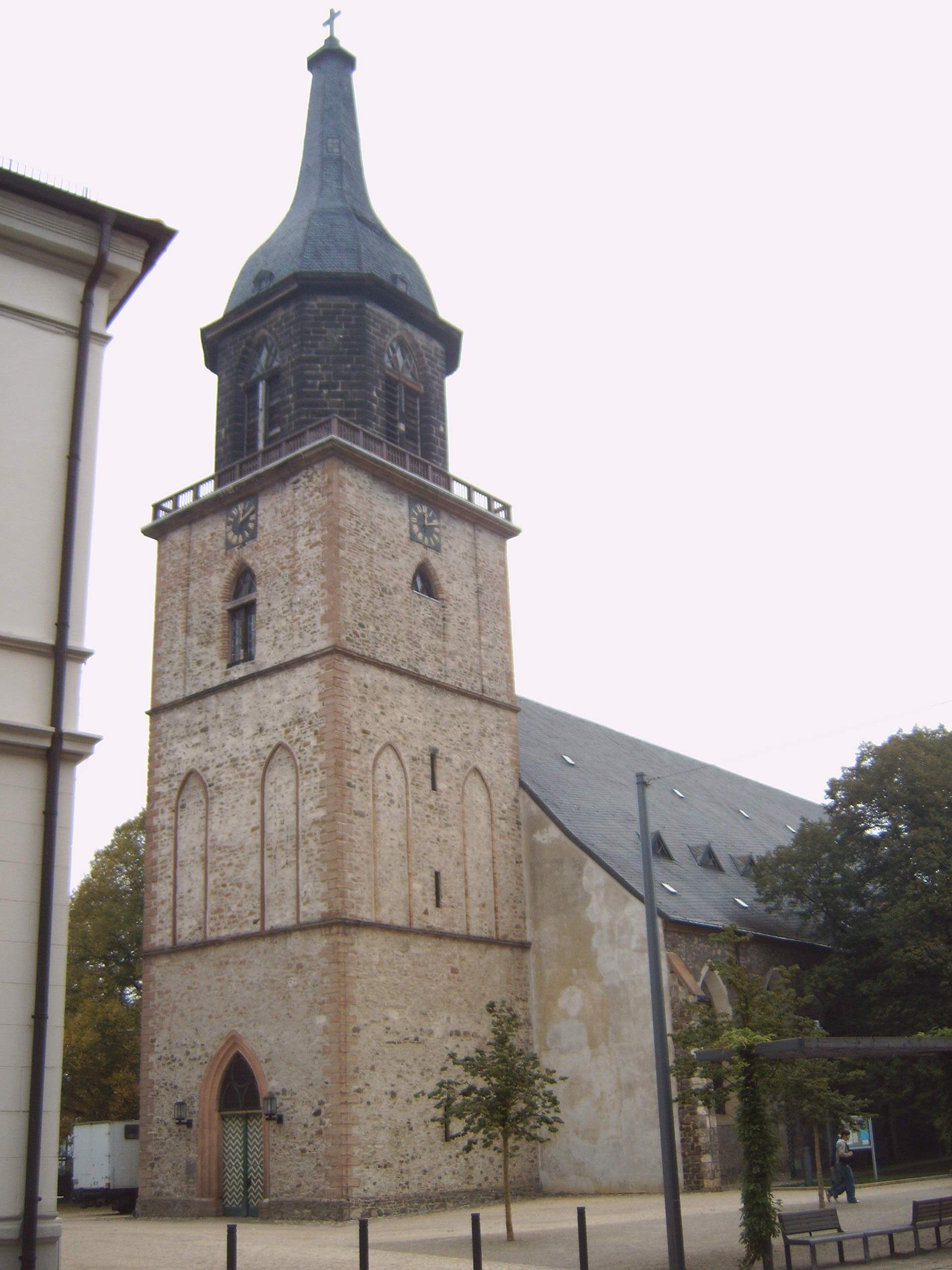
Marienkirche in Haldensleben

Die St.-Marien-Kirche ist eine evangelische Kirche in Haldensleben. Sie befindet sich auf dem Marienkirchplatz, der nur durch den Rathauskomplex vom benachbarten Marktplatzes getrennt ist.

## Geschichte

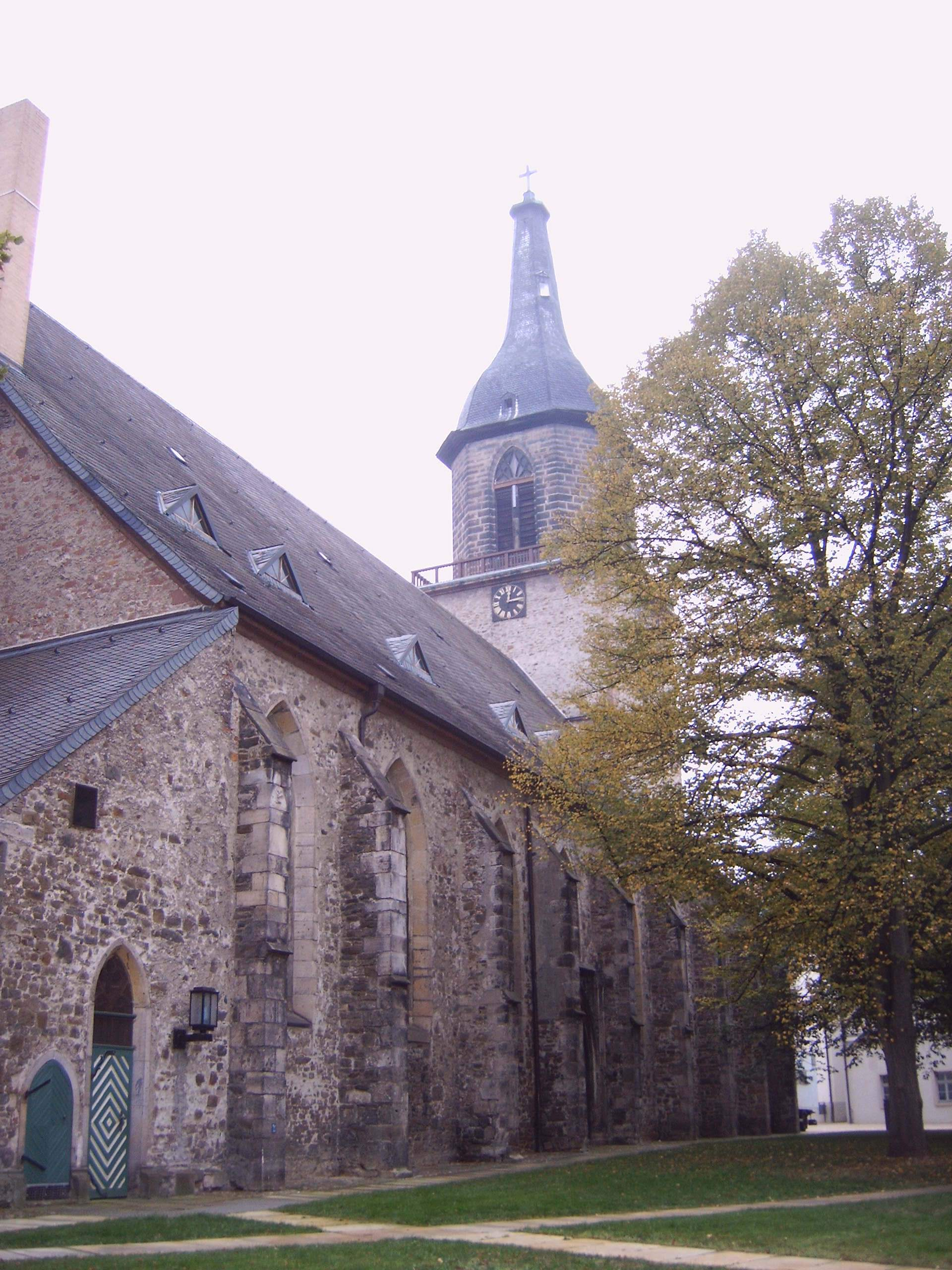
Nordseite

Sie entstand auf den Grundmauern älterer Kirchengebäude. Bereits vor der Zerstörung der Stadt Haldensleben durch Truppen des Magdeburger Erzbischofs Wichmann im Jahr 1181 befand sich hier eine Kirche. Auch diese wurde 1181 zerstört. Gemeinsam mit dem Wiederaufbau der Stadt erfolgte dann ab 1223 der Bau einer neuen Kirche. Ab 1375 wurde dann mit dem Bau einer dreischiffigen Kirche im Stil der Gotik begonnen. Bei einem Stadtbrand im Jahr 1661 wurde jedoch auch dieses Bauwerk zum größten Teil zerstört. Der Wiederaufbau wurde 1675 abgeschlossen. Die Kirche verfügte über zwei Türme und entsprach ansonsten im Wesentlichen der heutigen Form.
Nach einem Einsturz des südlichen Turms wurde 1808 auch der nördliche Turm abgerissen. Ab 1812 wurde ein neuer Turm nach Plänen des Distriktsbaumeisters Friedericus Germanus Weishaupt errichtet. Für die Turmhaube soll der Turm der Berliner St.-Marien-Kirche als Vorbild gedient haben.

## Ausstattung
Bemerkenswert ist die frühgotische Sakristei mit einem Kreuzigungsrelief aus dem Jahr 1400. In der südlichen Kirchenwand befinden sich die Grabsteine der bekannten Haldensleber Bürgermeister Joachim und Sebastian Alstein. In der Kirche befindet sich auch eine Kanzel und ein Altar im Stil des Barock.
Zur Ausstattung gehören zwei Kelche aus dem 13. Jahrhundert, erhalten haben sich auch die zugehörigen Patenen.
Die Kirche ist heute von einer kleinen Grünfläche umgeben, die früher den Kirchhof bildete. An der Nordostseite der Kirche befindet sich eine Linde, die zum Ende des Dreißigjährigen Kriegs gepflanzt wurde.

### Orgel
Erste Belege für eine Orgel in der St.-Marien-Kirche datieren aus dem Ende des 17. Jahrhunderts. Das damalige Instrument stand auf der oberen Westchor-Empore. Ende des 18. Jahrhunderts wurde es durch ein größeres Instrument ersetzt, welches auf der unteren Westchor-Empore aufgestellt wurde. Aus Platzgründen wurde zuvor die obere Empore beseitigt. Das neue Instrument wurde nach einem Entwurf des Orgelbauers Christoph Trautmann in den Jahren 1791 bis 1793 gebaut. Dieses Instrument wurde in den 1870er Jahren ersetzt. Das neue Instrument wurde in den Jahren 1873 bis 1875 vom Orgelbaumeister Carl Böttcher (Magdeburg) entworfen. Während des Orgelbaus ging die Firma Böttcher in Konkurs. In den Jahren 1877 bis 1878 vollendete Orgelbaumeister August Troch (Neuhaldensleben) das Instrument. Der neugotische Orgelprospekt und das Gehäuse wurden von der Orgelbauwerkstatt Wilhelm Sauer (Frankfurt (Oder)) entworfen und gebaut. Am 29. September 1878 wurde die Orgel eingeweiht.
1936 wurde das Instrument durch die Orgelbaufirma Eduard Hülle (Halberstadt) grundlegend umgebaut: Die Schleifladen-Technik wurde durch Taschenladen ersetzt, die mechanischen Trakturen wurden durch pneumatische Trakturen ersetzt; außerdem wurde die Disposition verändert. Im Laufe der Jahre verschlechterte sich der Zustand des Instruments derart, dass im Jahre 1988 ein technischer Neubau beschlossen wurde. 1991 wurden diese Pläne revidiert und bei der Orgelbaufirma Schuke (Potsdam) lediglich Reparaturen in Auftrag gegeben, die allerdings nicht ausreichten, um das Instrument dauerhaft in einem bespielbaren Zustand zu erhalten. Im Jahre 2011 wurde daher ein technischer Neubau beschlossen. Das Instrument hat 42 Register auf drei Manualwerken und Pedal.
| I Hauptwerk C–a3 |       |
| Prinzipal        | 16′   |
| Bourdon          | 16′   |
| Principal        | 8′    |
| Doppelflöte      | 8′    |
| Viola da Gamba   | 8′    |
| Octave           | 4′    |
| Waldflöte        | 4′    |
| Quinte           | 2 ⁄3′ |
| Octave           | 2′    |
| Mixtur           |       |
| Cornett          | 8′    |
| Trompette        | 8′    |

| II Oberwerk C–a3 |       |
| Lieblich Gedeckt | 16′   |
| Principal minor  | 8′    |
| Flauto traverso  | 8′    |
| Bourdon          | 8′    |
| Salicional       | 8′    |
| Principal        | 4′    |
| Rohrflöte        | 4′    |
| Doublette        | 2′    |
| Sesquialter II   | 2 ⁄3′ |
| Mixtur           |       |
| Klarinette       | 8′    |

| III Schwellwerk C–a3 |     |
| Geigenprincipal      | 8′  |
| Rohrflöte            | 8′  |
| Viola d’amour        | 8′  |
| Flauto amabile       | 8′  |
| Schwebung            | 8′  |
| Fugara               | 4′  |
| Traversflöte         | 4′  |
| Piccolo              | 2′  |
| Harmonia aetheria    |     |
| Basson               | 16′ |
| Trompette harmonique | 8′  |
| Oboe                 | 8′  |

| Pedalwerk C–f1 |         |
| Untersatz      | 32′     |
| Principalbass  | 16′     |
| Subbass        | 16′     |
| Quintbass      | 10 2⁄3′ |
| Oktavbass      | 8′      |
| Bassflöte      | 8′      |
| Violoncello    | 8′      |
| Oktave         | 4′      |
| Posaune        | 16′     |